# Montgomery (Michigan)
Montgomery – wieś w Stanach Zjednoczonych, w stanie Michigan, w hrabstwie Hillsdale.